# توبرید
توبرید (به انگلیسی: Tubrid) یک منطقهٔ مسکونی در ایرلند است که در شهرستان تیپراری واقع شده‌است.